# Ragazza cinese
Ragazza cinese (China Girl) è un film del 1942 diretto da Henry Hathaway.
È un film drammatico statunitense a sfondo avventuroso con Gene Tierney, George Montgomery e Lynn Bari che segue le gesta dell'operatore di un cinegiornale in Cina e Birmania sullo sfondo della seconda guerra mondiale.

## Produzione
Il film, diretto da Henry Hathaway su una sceneggiatura di Ben Hecht e un soggetto di Darryl F. Zanuck, fu prodotto dagli stessi Hecht e Zanuck e da William Goetz (questi ultimi due non accreditati) per la Twentieth Century Fox Film Corporation e girato nei 20th Century Fox Studios a Century City, Los Angeles, California, dal 12 giugno all'agosto 1943. I titoli di lavorazione furono  Burma Road,  Over the Burma Road e  A Yank in China.

## Colonna sonora
- Put Your Arms Around Me, Honey (I Never Knew Any Girl Like You) -  musica di Albert von Tilzer,  parole di Junie McCree,  cantata e ballata da Ann Pennington
- Sweet Georgia Brown -  musica di Maceo Pinkard

## Distribuzione
Il film fu distribuito con il titolo China Girl negli Stati Uniti nel dicembre del 1942 al cinema dalla Twentieth Century Fox.
Altre distribuzioni:
- in Portogallo il 12 giugno 1944 (Uma Aventura na China)
- in Svezia il 7 maggio 1945 (Kinesflickan)
- in Finlandia il 30 maggio 1946 (Kiinalaistyttö)
- in Spagna il 28 novembre 1946 (Infierno en la tierra)
- in Francia il 1º giugno 1949 (La pagode en flammes)
- in Grecia (Kataskopoi stis floges)
- in Belgio (Op de weg van Burma)
- in Brasile (Paixão Oriental)
- in Italia (Ragazza cinese)
- in Belgio (Sur la route de Birmanie)

## Critica
Secondo il Morandini è un "modesto film di propaganda antinipponica" in cui primeggiano solo le attrici. Secondo Leonard Maltin il film poggia su una "inverosimile storia di avventura" in cui l'unica nota di rilievo sarebbe rappresentata dalla presenza della Bari.

## Promozione
Le tagline sono:
- Captain Fifi...115 pounds of curses, crookedness and kisses!
- FIGHTING TIGRESS! In her heart...cold hate that defied the terror of the Japs...warm love for a fighting, flying Yank! Here is tempestuous romance amid the flame and violence of today's mighty conflict!